# Dziadowa Kłoda (stacja kolejowa)
Dziadowa Kłoda – nieczynna stacja kolejowa, na zlikwidowanej linii kolejowej nr 317, w miejscowości Dziadowa Kłoda, w województwie dolnośląskim, w powiecie oleśnickim, w gminie Dziadowa Kłoda, w Polsce.